# 大滝村立小倉沢小学校
大滝村立小倉沢小学校（おおたきそんりつ おぐらさわしょうがっこう）は、かつて埼玉県秩父郡大滝村に所在した公立小学校である。

## 歴史
1984年3月に閉校、大滝村立大滝小学校に併合された。
現在（2021年時点）残っている校舎は1952年（昭和27年）11月に落成されたもので、学校開設時から学校の土地については付近の秩父鉱山の採掘を行っているニッチツが所有している。
校舎については2025年4月時点で解体されている。。

## 交通
秩父方面から国道140号（雷電廿六木橋経由）を甲府方面へ進み、中津川大橋手前で右折。そこから埼玉県道210号中津川三峰口停車場線へ入り、直進する。公共交通機関は、西武秩父駅、三峰口駅から西武バス中津川線に乗車し、出合バス停で下車、その後は徒歩で約30分である。

### 註釈
1. ↑  15 市有物件解体事業【新規】の項[3]